# Triệu Thị Trinh

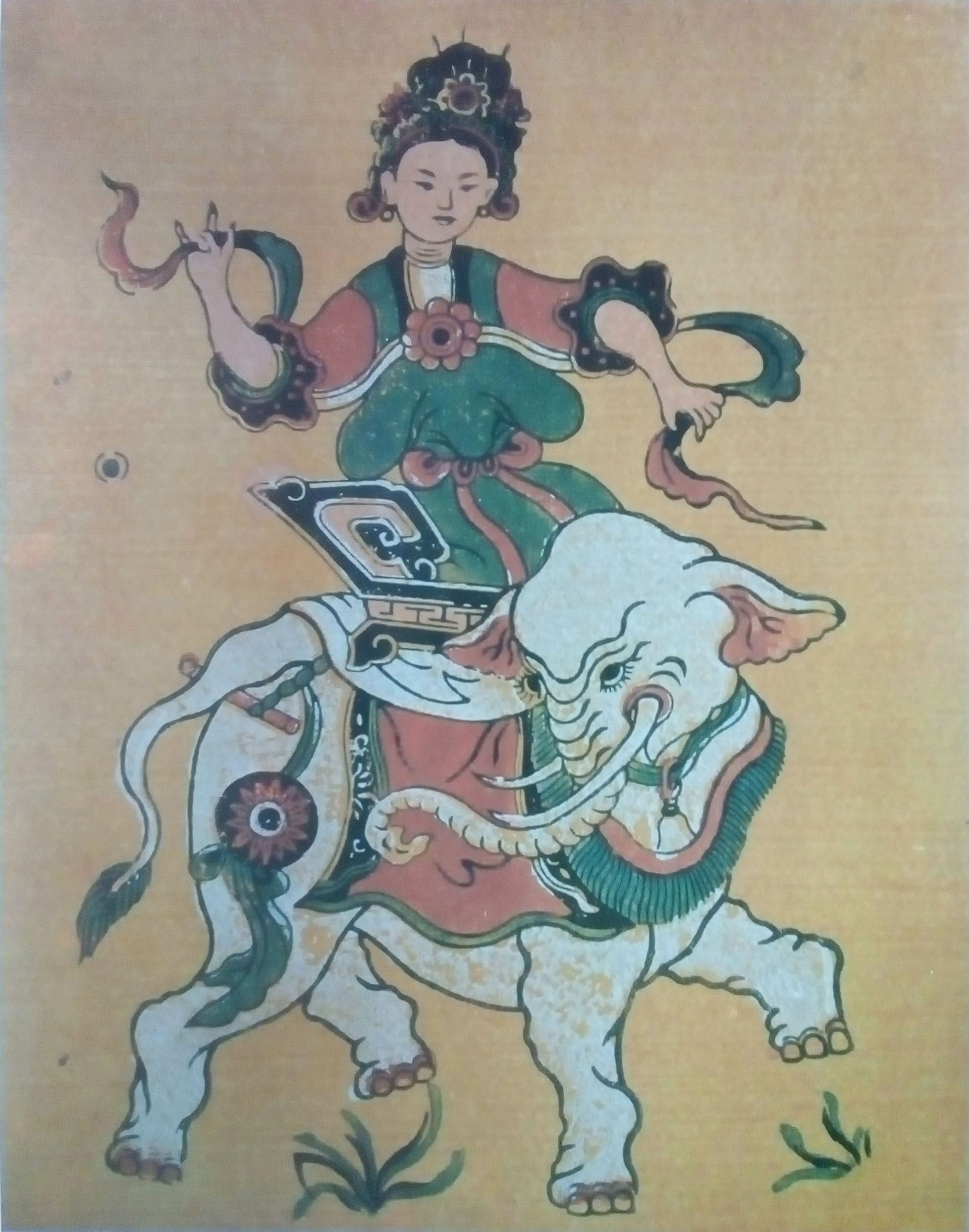
Triệu Thị Trinh

Triệu Thị Trinh (även kallad Lady Triệu, vietnamesiska: Bà Triệu, Sino-Vietnamesiska: 趙嫗 Triệu Ẩu) född år 225, död år 248 var en vietnamesisk folkhjältinna som blev känd för sitt motstånd gentemot den kinesiska ockupantionen av Vietnam, något som även gav henne status som nationalhjälte. Detta firas årligen genom en särskild högtid i det moderna Vietnam.
Vietnamesiska källor, skrivna på 900-talet, beskriver Triệu Thị Trinh som en rebell som samlade och ledde arméer till strid mot de ockuperande kineserna. 
Det som bland annat beskrivs är hennes förmåga att göra motstånd trots numerärt underläge, men också hennes speciella fysik. Hon ska ha varit lång och haft 1.2 meter långa bröst som hon i strid knöt bak på ryggen. Detta medan hon oftast red på en elefant. Berättelsen har förts vidare av generationer av vietnameser som även ska ha dyrkat anden efter Triệu Thị Trinh som kommit att räknas som odödlig. 
I samtida kinesiska källor som beskriver ockupationen av Vietnam är sällan de rebeller som gjorde motstånd nämnda.